# جاش کلارک (بازیکن فوتبال)
جاش کلارک (انگلیسی: Josh Clarke؛ زادهٔ ۵ ژوئیهٔ ۱۹۹۴) بازیکن فوتبال اهل بریتانیا است.
از باشگاه‌هایی که در آن بازی کرده‌است می‌توان به باشگاه فوتبال میدنهد یونایتد، باشگاه فوتبال براینتری تاون، باشگاه فوتبال استیونج، باشگاه فوتبال داگنم و ردبریج، باشگاه فوتبال برنتفورد، باشگاه فوتبال بارنت، و باشگاه فوتبال کارشالتون اتلتیک اشاره کرد.